# Rodney Village
Rodney Village – jednostka osadnicza w Stanach Zjednoczonych, w stanie Delaware, w hrabstwie Kent.